# Peliosanthes griffithii
Peliosanthes griffithii är en sparrisväxtart som beskrevs av John Gilbert Baker. Peliosanthes griffithii ingår i släktet Peliosanthes och familjen sparrisväxter. Inga underarter finns listade i Catalogue of Life.